# Telemesura

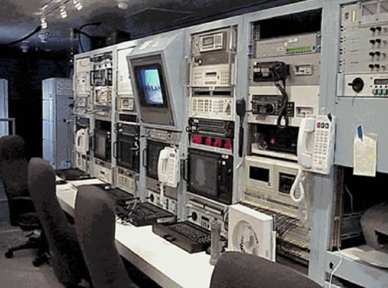
Sistema de telemesura mòbil de la NASA.

La telemesura o telemetria és una tecnologia que permet el mesurament a distància i la comunicació d'informació. En la majoria de llengües, el terme equivalent "telemetria" deriva de les arrels gregues tele = «a distància» i metron = «mesurar» (en català, directe de "mesura"). Els sistemes que necessiten instruccions externes i dades per funcionar exigeixen la contrapartida de la telemesura, el telecomandament (també telemaniobra o teleaccionament).
Encara que el terme comunament es refereix als mecanismes de transferència de dades sense fil (per exemple, utilitzant ràdio o sistemes infraroigs), també inclou dades transferides a través d'altres mitjans de comunicació, com un telèfon o xarxa d'ordinadors, enllaç de fibra òptica o altres tipus de comunicacions per cable. Molts sistemes de telemesura moderna s'aprofiten del baix cost i la ubiqüitat de les xarxes GSM utilitzant SMS per rebre i transmetre dades de telemesura.

## Aplicacions
La telemesura s'utilitza en infinitat de camps, com ara l'exploració científica amb naus tripulades o no (submarins, avions de reconeixement i satèl·lits), diversos tipus de competicions (per exemple, Fórmula 1 i MotoGP), monitorar animals salvatges a distància, o en l'operació de models matemàtics destinats a donar suport a operació d'embassaments.
Generalitzant, la telemesura s'utilitza doncs tant en petits com en grans sistemes, com ara naus espacials, plantes químiques, xarxes de subministrament elèctric, xarxes de subministrament de gas entre altres empreses de provisió de serveis públics, pel fet que facilita el monitoratge automàtic i el registre dels mesuraments, així com l'enviament d'alertes o alarmes al centre de control, per tal que el funcionament sigui segur i eficient. Per exemple, les agències espacials com la NASA, la QK, l'ESA i altres, utilitzen sistemes de telemesura i de telecontrol per operar amb naus espacials i satèl·lits.
A les fàbriques, oficines i residències, el monitoratge de l'ús d'energia de cada secció o equip i els fenòmens derivats (com la temperatura) en un punt de control per telemesura facilita la coordinació per a un ús més eficient de l'energia.
Una aplicació molt important de la telemesura és la perforació de pous petrolífers; en aquests s'utilitza per al mesurament amb eines navegables MWD i LWD. s'utilitza bàsicament la telemesura d'impuls de fang, que es transmet a través de la canonada de perforació mitjançant el mateix fang de la perforació.

## Normes internacionals
Igual que als altres camps de telecomunicacions, hi ha normes internacionals per als equips i programari de telemesura. CCSDS i IRIG són aquestes normes.